# Heidi Krohn
Pour les articles homonymes, voir Krohn.
Silja Heidi Krohn, née le 17 août 1934, est une actrice finlandaise. Son père était le professeur Eino Krohn.
Elle a tourné dans plus de vingt films et dans plusieurs séries télévisées.